# Венгард TV5
Венгард Ті-Ві-5 (англ. Vanguard TV5, Test Vehicle 5 — Випробувальний апарат-5) — невдала американська спроба запустити штучний супутник Землі. Сьомий запуск за програмою «Венгард», третій невдалий.
Супутник був алюмінієвою сферою діаметром 508 мм і масою 9,98 кг.
28 квітня 1958 року остання випробувальна ракета-носій «Венгард» злетіла без проблем. Третій ступінь не відокремився внаслідок збою в системі управління.